# 3인조
《3인조》는 1997년에 개봉한 대한민국의 영화이다.

## 줄거리
가난하기엔 너무 좋은 날씨아니유, 형?
삼류 나이트 클럽에서 색스폰을 불며 생계를 이어가던 악사 안(이경영 분). 그러나 조여오는 생활고를 버트다 못해 유일한 밥줄인 색스폰을 전당포에 맡겨버리고 아내(김부선 분)는 바람이 난다. 따분한 협객 생활을 참다 못해 보스를 배신하고, 총을 뺏은 간 큰 남자 문(김민종 분). 어린 시절 고아원에서 자란 탓에 가족이 뭔지 모른다. 여자한텐 관심도 없던 그가 마리아(정선경 분) 앞에만 서먼 자꾸 버벅거린다.
마리아는 수녀가 되려했으나, 아버지의 지나친 사랑(?)으로 아기를 가지게 되고 현재는 카페에서 일하고 있다. 아이를 낳자마자 잃어버린 후 자나깨나 아이 찾은 생각에 눈물겹다. 카페 강도 안과 문을 보자마자 그녀의 머릿 속엔 아이를 찾을 생각이 떠오르고. 마리아는 경찰서에서 ‘눈이 쪽 째진 범죄자 운운’하며 엉터리 제보를 시작하고 최반장(장용 분)의 머릿 속엔 실제 안과 문과는 딴 판인 안과 문(개그맨 서경석, 이윤석)이 그려지면서 사건은 확대된다. 총 하나 믿고 카페 강도로 변신한 안과 문에게 접근, 둘의 동정심을 자극하는 마리아. 결국 셋을 총든 강도로 변신, 포복절도할 강도행각을 벌이기 시작한다.
겨우 마리아의 아이를 찾는가 싶지만 아이를 실은 차를 도둑맞음으로서 그들의 게임은 원점으로 돌아간다. 3인조의 이유있는 테러를 단순 강도행위하고 믿고 있는 경찰의 추격과 문에 대한 증오로 불타오르는 조직폭력배들의 복수의 손길은 점점 3인조의 숨통을 조여오고 여기에다 군입대 기피 때문에 수배 중이던 문을 잡기위해 헌병대마저 동원된다.
- 2019년 제23회 부천국제판타스틱영화제에서 처음으로 디지털 리마스터링되어 상영되었다.

## 캐스팅
- 이경영 : 안 역
- 김민종 : 문 역
- 정선경 : 마리아 역
- 도금봉 : 전당포 노파 역
- 장용 : 최 반장 역
- 김부선 : 안의 처 역
- 유퉁 : 편의점장 역
- 엄춘배 : 고아원장 역
- 안길강 : 험악한 사내 역
- 서경석 : 상상 속의 안과 문 역
- 이윤석 : 상상 속의 안과 문 역
- 이춘연 : 사진사 역
- 임진택 : 고아원 순경 역
- 손세광 : 인질남 역
- 김성미 : 마리아의 친구 역
- 이경선 : 수녀 역
- 김석옥 : 안의 장모 역
- 이승찬 : 제비 역
- 이기열 : 마리아의 아버지 역
- 이인철 : 밴드마스터 역
- 서권순 : 수녀원장 역
- 김양우 : 방파제 조폭 역
- 성준용 : 럭키서울 조폭 역
- 조경훈 : 안의 처가 조폭 역
- 권남희 : 최반장 부인 역
- 류승완 : 악기점 점원 역
- 성준용 : 바닷가사내 역
- 박성빈 : 전당포 경찰 역
- 전진태 : 전당포 경찰 역
- 박찬욱 : 경찰청 사람들 3인조 역
- 이무영 : 경찰청 사람들 3인조 역
- 박용팔 : 극장경비원 역
- 배장수 : 극장경비원 역 (특별출연)

## 관객수
- 서울 36,594명

※ 출처- KOBIS 영화관 입장권 통합 전산망